# Takayutpi
Cette page contient des caractères spéciaux ou non latins. S’ils s’affichent mal (▯, ?, etc.), consultez la page d’aide Unicode.
Thushin Takayutpi (birman သုရှင်တကာရွတ်ပိ, θṵʃɪ̀ɴ dəɡàjʊʔpḭ, ou Takayutpi တကာရွတ်ပိ ; 1511–1539) fut le dix-huitième et dernier souverain du royaume d'Hanthawaddy, en Basse-Birmanie. Il régna de 1526 à 1539. Monté sur le trône à quinze ans, héritant de son père Binnya Ran II le royaume le plus prospère et le plus puissant de tout l'après-Pagan. Treize ans plus tard, en raison de son inexpérience et de ses erreurs, celui-ci fut conquis par le royaume de Taungû, bien plus petit, et qui n'était indépendant du royaume d'Ava que depuis 1510.
Le jeune roi ne montra jamais d'intérêt pour la gestion du royaume. Il « n'ouvrit jamais un livre ; il se consacra à la chasse dans les bois avec des éléphants et des chevaux ; il pêcha des coquillages et des crabes ; il était comme un sot. » Il n'était pas respecté par les gouverneurs. Son beau-frère Saw Binnya gouverna Martaban en roi indépendant.
Son absence d'autorité offrit une chance à l'ambitieux roi de Taungû Tabinshwehti et à son général en chef Bayinnaung. À partir de 1535, Taungû lança des raids annuels à la saison sèche contre le territoire d'Hanthawaddy. Ceux-ci échouèrent cependant contre la capitale Pégou, bien fortifiée et défendue par deux ministres expérimentés et des mercenaires étrangers munis d'armes à feu. En 1537, les pégouans avaient déjà repoussé trois invasions. Incapable d'en venir à bout, Taungû utilisa un stratagème pour diviser les forces d'Hanthawaddy, en faisant douter Takayutpi de la loyauté de ses deux ministres, qui avaient été ses tuteurs depuis son enfance et lui étaient absolument dévoués. Le roi fut dupe de la manipulation et les fit exécuter.
Lorsque les armées de Taungû attaquèrent à nouveau à la fin de 1538, Takayutpi, maintenant privé de ses meilleurs généraux, perdit courage et s'enfuit à Prome (Pyay), où régnait un autre de ses beaux-frères, Narapati. (Il ne s'enfuit pas à Martaban, qui faisait théoriquement partie de son royaume, car il n'avait pas confiance en son gouverneur Saw Binnya.) Taungû s'empara de Pégou sans un coup de feu au début de 1539. Les armées d'Hanthawaddy en fuite vers Prome, démoralisées malgré leur supériorité numérique, furent vaincues par celles de Bayinnaung, plus petites mais mieux disciplinées, à la bataille de Naungyo,.
Takayutpi atteignit Prome avec des forces décimées et demanda à ses alliés (le roi de Prome et la fédération des États Shans) de le remettre sur le trône, mais ils refusèrent. Au cours de l'année, le roi se rendit dans le delta de l'Irrawaddy avec une petite armée pour capturer des éléphants de guerre. À Ingabin, près de Maubin, il tomba soudain malade et mourut, dernier roi de la dynastie créée par Wareru en 1287. (Après l'assassinat de Tabinshwehti en 1550, Smim Sawhtut et Smim Htaw se proclamèrent rois d'Hanthawaddy. Mais ils ne contrôlèrent jamais un territoire important et furent éliminés en moins d'un an.)